# Séléniure de bismuth
Le séléniure de bismuth, ou séléniure de bismuth(III), est un composé chimique de formule Bi2Se3. Il se présente sous la forme d'une poudre couleur anthracite dont les cristaux présentent des surfaces à l'éclat métallique. C'est un matériau semiconducteur et thermoélectrique. Il appartient au système cristallin trigonal, groupe d'espace R3m (no 166). On connaît également une forme orthorhombique du groupe d'espace Pnma (no 62) semblable au sulfure de bismuth(III) Bi2S3.
Bien que le séléniure de bismuth parfaitement stœchiométrique soit normalement semiconducteur, avec une bande interdite large d'environ 0,3 eV, les lacunes de sélénium naturellement présentes dans le cristal agissent comme des donneurs d'électrons, de sorte que le matériau présente généralement le comportement d'un semimétal. 
Le séléniure de bismuth présente également les propriétés d'un isolant topologique, dans lequel les surfaces sont conductrices de l'électricité tandis que le matériau lui-même est isolant.